# Maidwell
Maidwell – wieś w Anglii, w hrabstwie Northamptonshire, w dystrykcie (unitary authority) West Northamptonshire. Leży 17 km na północ od miasta Northampton i 111 km na północny zachód od Londynu. Miejscowość liczy 325 mieszkańców.